# Cârlig (okręg Jassy)
Cârlig – wieś w Rumunii, w okręgu Jassy, w gminie Popricani. W 2011 roku liczyła 787 mieszkańców.